# Lycksele socken
Lycksele socken ligger i Lappland och är sedan 1971 en del av Lycksele kommun, från 2016 inom Lycksele och Björksele distrikt.
Socknens areal är 5 435,65 kvadratkilometer, varav 5 124,85 land (Lycksele stads yta på 36,51 kvadratkilometer, varav 32,19 land är inräknad). År 2000 fanns här 12 821 invånare. Tätorten Rusksele samt tätorten och kyrkbyn Lycksele med sockenkyrkan Lycksele kyrka ligger i socknen. 

## Administrativ historik
Socknen utbröts 1606 ur Umeå socken. 1648 utbröts Åsele socken, 1674 Sorsele socken, 1822 Stensele socken med Tärna församling och 1888 Örträsks socken.
När 1862 års kommunreform genomfördes i Lappland 1875 övergick socknens ansvar för de kyrkliga frågorna till Lycksele församling och för de borgerliga frågorna bildades Lycksele landskommun. Ur landskommunen utbröts 1895 Örträsks landskommun och 1929 Lycksele köping och återstoden uppgick 1971 i Lycksele kommun. Ur församlingen utbröts 1962 Björksele församling. 2006 återgick Björksele församling och Örträsks församling i denna församling.
1 januari 2016 inrättades distrikten Lycksele och Björksele, med samma omfattning som motsvarande församlingar hade 1999/2000 och fick 1962, och vari detta sockenområde ingår.
Socknen har tillhört fögderier, tingslag och domsagor enligt vad som beskrivs i artikeln Lappland.

## Geografi
Lycksele socken ligger kring Umeälven Öreälven och Vindelälven. Socknen är utanför ålvdalarna en skogsbygd som norr om Umeälven är sjörik och mindre kuperad medan delen söder om älven är mer kuperad och har höjder som i Alsberget når 716 meter över havet.

## Fornlämningar
Lösfynd från stenåldern är funna och en bronsyxa. Lämningar från den norrländska fångstkulturen och några samiska offerplatser har påträffats.

## Namnet
Namnet (1606 Lyksälie) innehåller efterleden sel, 'lugnvatten syftande på en del av Umeälven väster om kyrkplatsen. Förleden är et samiskt ord med oklar tolkning.

## Befolkningsutveckling
| Befolkningsutvecklingen i Lycksele socken 1810–1990 | Befolkningsutvecklingen i Lycksele socken 1810–1990 | Befolkningsutvecklingen i Lycksele socken 1810–1990 | Befolkningsutvecklingen i Lycksele socken 1810–1990 | Befolkningsutvecklingen i Lycksele socken 1810–1990 |
| --- | --------------------------------------------------- | --------------------------------------------------- | --------------------------------------------------- | --------------------------------------------------- |
| |                                                     |                                                     |                                                     |                                                     |
| År |                                                     |                                                     | Folkmängd                                           |                                                     |
| 1810 | 1810                                                |                                                     | 2 166                                               |                                                     |
| 1820 | 1820                                                |                                                     | 1 606                                               |                                                     |
| 1830 | 1830                                                |                                                     | 2 118                                               |                                                     |
| 1840 | 1840                                                |                                                     | 2 692                                               |                                                     |
| 1850 | 1850                                                |                                                     | 3 404                                               |                                                     |
| 1860 | 1860                                                |                                                     | 4 303                                               |                                                     |
| 1870 | 1870                                                |                                                     | 5 261                                               |                                                     |
| 1880 | 1880                                                |                                                     | 5 783                                               |                                                     |
| 1890 | 1890                                                |                                                     | 5 855                                               |                                                     |
| 1900 | 1900                                                |                                                     | 7 106                                               |                                                     |
| 1910 | 1910                                                |                                                     | 7 971                                               |                                                     |
| 1920 | 1920                                                |                                                     | 8 977                                               |                                                     |
| 1930 | 1930                                                |                                                     | 10 734                                              |                                                     |
| 1940 | 1940                                                |                                                     | 12 517                                              |                                                     |
| 1950 | 1950                                                |                                                     | 13 798                                              |                                                     |
| 1960 | 1960                                                |                                                     | 15 391                                              |                                                     |
| 1970 | 1970                                                |                                                     | 13 724                                              |                                                     |
| 1980 | 1980                                                |                                                     | 13 855                                              |                                                     |
| 1990 | 1990                                                |                                                     | 13 662                                              |                                                     |
| Anm: Örträsk utbröts som egen socken 1888 och finns därefter ej med i tabellen. Källor: Umeå universitet - Tabellverket 1749-1859, Demografiska databasen, CEDAR, Umeå universitet. |                                                     |                                                     |                                                     |                                                     |